# Gösta Agrenius
Gösta Bertil Agrenius, född 8 september 1914 i Linköping, död 20 juli 2000, var en svensk ingenjör och kommunalpolitiker. Han var industriborgarråd i Stockholms stad för Moderaterna (tidigare Högern respektive Högerpartiet) 1950–1971.
Agrenius tog civilingenjörsexamen vid sektionen för Väg- och vattenbyggnad på KTH 1938, blev jur.kand. 1944 och kapten i reserven 1948. Han arbetade som ingenjör vid Vattenfallsstyrelsen 1938–1940, vid Kungliga järnvägsstyrelsen 1941–1944 och Väg- och vattenbyggnadsstyrelsen 1945. Han var ombudsman vid Svenska Väg- och Vattenbyggares Riksförbund (SVR) 1946–1947 och bedrev egen verksamhet 1948–1950 för att 1950–1971 vara borgarråd. Som borgarråd var han även ordförande i Slakthus- och saluhallsstyrelsen. Åren 1971–1979 var han verkställande direktör för Krångede AB.
Agrenius hade ett stort engagemang i frågor om energiförsörjning och presenterade 1968 som industriborgarråd ett förslag till ett underjordiskt kärnkraftvärmeverk i Ropsten. Förslaget var utarbetat av Stockholms Elverk tillsammans med ASEA, och man lämnade in en koncessionsansökan för en lättvattenreaktor av samma typ som den vars uppförande påbörjats som Oskarshamn 1. Förutom att leverera elektricitet och fjärrvärme skulle kylvattenutsläpp hålla hamnarna i Lilla Värtan isfria. För att kunna bedöma förslaget tillsattes 1970 en statlig utredning benämnd Närförläggningsutredningen som skulle undersöka förutsättningarna för kärnkraftverk i stadsmiljö. Utredningen rekommenderade zoner med bebyggelserestriktioner, men rekommenderade att "utpräglad närförläggning undvikes till ytterligare erfarenheter vunnits av anläggningar lokaliserade enligt nuvarande principer".
Gösta Agrenius är begravd på Ekerö kyrkogård.

### Fotnoter
1. ↑  Svenska Dagbladet .[källa från Wikidata]
2. ↑  ”Dödsannons Gösta Agrenius”. Svenska Dagbladet. 27 juli 2000. https://www.svd.se/arkiv/2000-07-27/15.
3. ↑  Axel Wennerholm (28 juli 2000). ”Dödsfall Gösta Agrenius”. Svenska Dagbladet. https://www.svd.se/arkiv/2000-07-28/15.
4. 1 2  ”Ropsten”. Stockholms hamnar. https://www.stockholmshamnar.se/historia/platser/stockholm/ropsten/. Läst 18 december 2024.
5. ↑  ”Agrenius, Gösta Bertil”. SvenskaGravar.se. https://www.svenskagravar.se/gravsatt/212764fb-74d7-43ca-a4d6-39086fc49f0b. Läst 13 januari 2024.